# Polysemi
Polysemi (gr. πολυσημεία polysēmeía "det at have flere betydninger") er et semantisk fænomen, som findes på alle naturlige sprog. Når ord har den samme lydlige form, men flere forskellige betydninger, der samtidigt er relaterede, taler man om polysemer. På dansk er et svin (dyret) og et svin (moralsk forkastelig person) fx polysemer, da betydningen er forskellig, men ikke urelateret.

## Polysemi vs. homonymi
Polysemi er forskellig fra homonymi. Homonymer er enslydende ord med forskellige og ikke-relaterede betydninger, som fx fyr (ung mand), fyr (fyrtårn), fyr (træ), eller rod (plantens rod)  og rod (fravær af orden). Fyr er også polysemi (fyr i fyrtårn og fyr til opvarmning).

## Synkron og diakron polysemi
Polysemiske mønstre kan studeres diakront eller synkront. I den diakrone tilgang undersøger man om der er en historisk sammenhæng mellem to lydligt ens ordformer. I den synkrone tilgang undersøger man om sprogbrugerne opfatter to lydligt ens ord som betydningsmæssigt relaterede.

## Polysemi og kultur
De polysemiske mønstre i et sprog er ofte unikke og andre sprog kan således set fra et dansk perspektiv indeholde overraskende polysemer. På det australske aboriginalsprog Kukatja, er yalta "glad" og yalta "kold" fx polysemer, ikke homonymer. I kulturen, hvor varme og skænderi kobles sammen mentalt, forstås kulde og glæde (dvs. fravær af skænderi) tilsvarende som relaterede. Flere lingvister ser studiet af polysemi som en af de måder hvorpå en kultur kan studeres gennem sprogets leksikalske struktur. 

## Polysemiske idiomer
Ikke kun ord, men også ordgrupper, så som idiomer kan være polysemiske. Et eksempel er det tyske idiom jemanden eins auf die nase geben som kan betyde 1. ”at give en nogen på frakken” eller 2. “irettesætte nogen”.